# Le Baron de l'écluse
Pour les articles homonymes, voir Le Baron de l'écluse (homonymie).
Le Baron de l'écluse, ou la Croisière du Potam est une nouvelle de Georges Simenon parue en 1940.
La nouvelle paraît d'abord dans l'hebdomadaire politique et littéraire français Gringoire, le 12 décembre 1940. Elle est reprise ultérieurement dans le recueil Le Bateau d'Émile, publié chez Gallimard en 1954.

## Résumé
Dossin, en route pour la Côte d’Azur par les canaux, amarre son petit yacht au bord d’une écluse. Il n’a plus un sou, et attend un mandat télégraphique qui n’arrive pas. Il  prend pension Chez Maria, et finit par se demander si cela ne serait pas l’occasion d’abandonner sa vie de tapeur et de flambeur, et de rester là, où Maria le regarde d’un œil doux. Il y est presque résolu quand le fameux mandat lui parvient. 
Il règle sa note, et continue son voyage

## Adaptation cinématographique
- 1960 : Le Baron de l'écluse, film français de Jean Delannoy, d'après la nouvelle éponyme, avec Jean Gabin et Micheline Presle